# Рейтинг отелей
Рейтинги отелей (также гостиничные рейтинги или категории гостиниц) обычно используются для классификации отелей по качеству сервиса. От первоначальной цели информирования путешественников о базовых удобствах, на которые они могут рассчитывать, цели присвоения гостиничного рейтинга расширились до фокуса на впечатлении от отеля в целом. Сегодня термины «категория», «рейтинг» и «классификация» используются для обозначения одного и того же понятия, то есть для классификации отелей.
Существует множество схем рейтингов, используемых различными организациями по всему миру. Многие из них используют систему звезд, где большее количество звезд означает большую роскошь. Forbes Travel Guide, бывший Mobil Travel Guide, запустил свою систему звездного рейтинга в 1958 году. Американская автомобильная ассоциация и аффилированные с ней организации для обозначения уровня рейтинга отелей и ресторанов вместо звезд используют ромбы («бриллианты»).
При установлении стандарта могут учитываться услуги питания, развлечения, вид из окна, разновидности номеров, такие как размер и дополнительные удобства, спа- и фитнес-центры, удобство доступа и расположение. В традиционных системах отели оцениваются независимо друг от друга и в значительной степени основываются на предоставляемых удобствах. Некоторые эксперты считают этот метод оценки невыгодным для малых отелей, в которых качество размещения может относиться к высокому классу, но отсутствие такого элемента, как лифт, не позволяет им достичь более высокой категории.

## Стандарты классификации

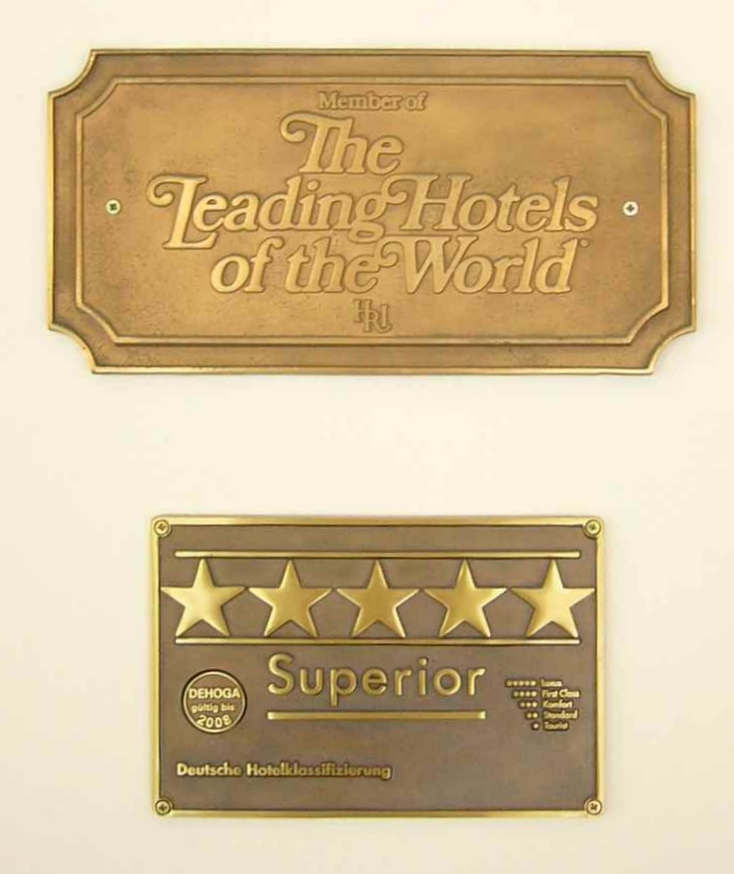
Рейтинг «Пять звёзд Супер» на отеле «Четыре сезона Кемпински» в Мюнхене, Германия

В некоторых странах рейтинг определяется единым государственным стандартом: в Бельгии, Венгрии, Дании, Греции, Испании, Италии, Мальте, Нидерландах, Португалии и России действуют законы, определяющие рейтинг отеля. В Германии, Австрии и Швейцарии рейтинг определяется соответствующей ассоциацией гостиничной индустрии по пятизвездочной системе.
Эта классификация включает:
- Туризм (★)
 
- Стандарт (★★)
 
- Комфорт (★★★)

- Первый класс (★★★★)

- Люкс (★★★★★)

Отметка «Superior» или «S» (напр.,★★★S) указывает на наличие дополнительных услуг, которые превышают минимальный уровень, установленный стандартом, но не являются достаточными для перевода отеля в следующую категорию (следующий уровень рейтинга).
Первой негосударственной официальной классификацией гостиниц в 1979 году стал швейцарский рейтинг отелей. Его появление повлияло на введение классификации отелей в Австрии и Германии. Официальная классификация отелей DEHOGA (German Hotel and Restaurant Association, Немецкая ассоциация гостиниц и ресторанов) была введена 1 августа 1996 года и оказалась успешной: 80 % гостей назвали звёздность (число звёзд в рейтинге) главным критерием при выборе гостиницы. Этот пример повлиял на создание единой европейской рейтинговой системы Hotelstars, которая начала действовать в 2010 году (см. ниже).
Во Франции до 2009 года рейтинг определялся Государственным туристическим советом по четырехзвёздочной системе (плюс категория «L» для Люкс), затем по пятизвёздочной. В Южной Африке Совет по туристической классификации ЮАР устанавливает строгие правила для присвоения отелям до 5 звёзд. В Индии классификация отелей основана на двух категориях — «Звезда» и «Наследие». Отели в Индии классифицируются Комитетом по классификации Ассоциации отелей и ресторанов (HRACC) из Министерства туризма Индии. В Новой Зеландии отели и другие туристические услуги классифицируются Qualmark, который принадлежит правительственной организации Туризм в Новой Зеландии.
Российский государственный классификатор гостиниц включает шесть категорий - «пять звёзд» (высшая категория), «четыре звезды», «три звезды», «две звезды» и «без звёзд» (низшая категория).
Исторически сложилось так, что люксовые отели получают свидетельство о регулярной проверке на наиболее высоком уровне благодаря своему членству в организации «Ведущие отели мира». Эта организация, созданная в 1928 и реорганизованная в 1971 году, представляет всемирную инспекционную службу.

## Европейский союз Hotelstars
HOTREC (Hotels, Restaurants & Cafés in Europe - Отели, рестораны и кафе в Европе) - это зонтичная организация, объединяющая 39 ассоциаций из 24 европейских стран. На конференции в Бергене в 2004 году партнёры разработали систему классификации отелей с целью гармонизации национальных стандартов. В 2007 году HOTREC запустила Европейскую схему качества гостеприимства (EHQ), которая с тех пор аккредитовала существующие национальные инспекционные органы для оценки отелей.
Под патронажем HOTREC гостиничные ассоциации Австрии, Чехии, Германии, Венгрии, Нидерландов, Швеции и Швейцарии создали союз Hotelstars (Hotelstars Union). 14 сентября 2009 года на конференции в Праге была установлена система классификации союза Hotelstars. В январе 2010 года эта система вступила в силу во всех этих странах, за исключением Венгрии, Швейцарии и Нидерландов, которые выбрали для этого более поздние даты. Позже к системе HOTREC Hotelstars присоединились еще несколько стран: в 2011 Эстония, Латвия, Литва и Люксембург, в 2012 Мальта, в 2013 Бельгия, Дания и Греция, в 2015 Лихтенштейн, в 2017 Словения, в 2020 Азербайджан, в 2021 Грузия, в 2022 Польша, в 2023 Армения. В конце 2023 года ещё шесть стран имели статус «В рассмотрении» - Франция, Ирландия, Италия, Румыния, Словакия и Украина.
Европейская система Hotelstars основана на более ранней немецкой системе, которая оказала большое влияние на классификацию отелей в Центральной Европе, с пятью звёздами и отметкой «Супер» (Superior) для обозначения дополнительных услуг. Вместо строгого минимума по размеру номера и обязательного наличия душевых (например, ванны в четырёхзвёздочном отеле) существует каталог критериев с 7 квалификационными областями, включающими 247 элементов, где одни являются обязательными для присвоения звезды, а другие - необязательными. Основными критериями являются управление качеством, велнес и спальные места. В каталоге критериев каждая позиция связана с количеством баллов - для каждого уровня Hotelstars требуется минимальная сумма баллов, при этом некоторые критерии являются обязательными для присвоения уровня. Минимальное требование для получения флага Superior требует той же суммы баллов, что и для следующего уровня Hotelstars, который, однако, не присваивается из-за отсутствия хотя бы одного обязательного требования. Критерии союза Hotelstars пересматриваются каждые 5-6 лет.
Для отелей с тремя-пятью звёздами союз Hotelstars использует «тайных гостей» для регулярной проверки качества обслуживания.
| Число звёзд                                                               | Число звёзд        | Обязательные критерии |
| ------------------------------------------------------------------------- | ------------------ | --- |
| {\displaystyle \bigstar }                                                 | Туризм             | - Служба приёма (ресепшн) - Безналичная оплата - Расширенный завтрак - Предложение напитков - Опция бронирования - Все номера с туалетом и с душем либо ванной - Ежедневная уборка - Во всех номерах есть цветной телевизор с пультом - Доступ в интернет по WiFi в номерах и в общих пространствах - Стол и стул - Мыло либо гель для тела - Банное полотенце - Предложение гигиенических товаров (например, зубная щётка, зубная паста, набор для бритья) |
| {\displaystyle \bigstar \mathbf {S} }                                     | Туризм Супер       | Флаг «Супер» (Superior) присваивается, когда дополнительные услуги и условия проживания недостаточны для следующего уровня классификации Hotelstar. Ванные комнаты обычно находятся на том же уровне, что и в двухзвёздочных отелях, но построены из более дешёвых материалов. Стоимость регулярной инспекции независимыми ассоциациями также не оплачивается. |
| {\displaystyle \bigstar \bigstar }                                        | Standard           | В дополнение к тому, что предлагают отели с одной звездой (★): - Персонал владеет двумя языками (напр. английским и немецким) - Завтрак «шведский стол» - Прикроватные лампы для чтения в постели - Эссенция для ванны или гель для душа - Банное и ручное полотенце - Полки для белья - Предложение швейного набора и принадлежностей для чистки обуви |
| {\displaystyle \bigstar \bigstar \mathbf {S} }                            | Стандарт Супер     | Флаг «Супер» (Superior) присваивается, когда дополнительные услуги и условия проживания недостаточны для следующего уровня классификации Hotelstar. «Стандарт Супер» обычно предлагает тот же уровень сервиса, что и трёхзвёздочные отели, но интерьеры у таких отелей меньше и дешевле, поэтому инспекционный орган не может присудить им три звезды. Двухзвёздочный улучшенный отель не предполагает проведения секретных закупок («тайный гость»). |
| {\displaystyle \bigstar \bigstar \bigstar }                               | Комфорт            | В дополнение к тому, что предлагают отели с двумя звёздами (★★): - Стойка регистрации (ресепшн) открыта 10 часов, круглосуточный доступ по телефону или цифровой связи изнутри и снаружи - Лаунж-люкс из трех предметов у стойки регистрации, услуги по доставке багажа - Предложение напитков в номер - Телефон по запросу - Развлекательная аудио- или мультимедийная система - Отопительное оборудование в ванной комнате, фен, очищающие салфетки - Зеркало для переодевания, место для размещения багажа/чемодана - Швейный набор, принадлежности для чистки обуви, услуги прачечной и гладильной - Дополнительная подушка и дополнительное одеяло по запросу - Система управления жалобами - Двуязычный веб-сайт отеля |
| {\displaystyle \bigstar \bigstar \bigstar \mathbf {S} }                   | Комфорт Супер      | Флаг «Супер» (Superior) присваивается, когда дополнительные услуги и условия проживания недостаточны для следующего уровня классификации Hotelstar. Условия проживания в отеле ★★ Супер должны быть на современном уровне и полностью обновлены, что регулярно проверяется. |
| {\displaystyle \bigstar \bigstar \bigstar \bigstar }                      | Первый класс       | В дополнение к тому, что предлагают отели с тремя звёздами (★★★): - Стойка регистрации открыта 16 часов, доступ по телефону 24 часа изнутри и снаружи - Лобби с сидячими местами и сервисом напитков - Завтрак «шведский стол» или карта меню завтрака через обслуживание номеров - Минибар, максибар или возможность заказа напитков 16 часов через обслуживание номеров - Мягкое кресло/кушетка с приставным столиком - Халат и тапочки по запросу - Косметические средства (например, шапочка для душа, пилочка для ногтей, ватные палочки), туалетное зеркало, поднос большого размера в ванной комнате - Телевизор с международными каналами                                                                            |
| {\displaystyle \bigstar \bigstar \bigstar \bigstar \mathbf {S} }          | Первый класс Супер | Флаг «Супер» (Superior) присваивается, когда дополнительные услуги и условия проживания недостаточны для следующего уровня классификации Hotelstar. Отели повышенной комфортности предусматривают наличие в них дополнительных удобств, таких как сауна или тренажерный зал. Качество регулярно проверяется тайным приглашением внешней инспекционной службы. |
| {\displaystyle \bigstar \bigstar \bigstar \bigstar \bigstar }             | Люкс               | В дополнение к тому, что предлагают отели с четырьмя звёздами (★★★★): - Стойка регистрации открыта 24 часа, многоязычный персонал - Услуги швейцара или парковщика - Консьерж - Трансфер, также называемый Limousine service - Обслуживание багажа - Персональное поздравление для каждого гостя с живыми цветами или подарком в номере - Мини-бар и предложение еды и напитков через обслуживание номеров в течение 24 часов - Интернет-устройство в номере по запросу - Сейф в номере - Услуги по глажению одежды (возврат в течение 1 часа), чистка обуви - Вечером - услуги по уходу за кроватью |
| {\displaystyle \bigstar \bigstar \bigstar \bigstar \bigstar \mathbf {S} } | Люкс Супер         | Отели категории Luxury должны соответствовать высоким требованиям, предъявляемым к обслуживанию гостей на международном уровне. Звезда Superior Luxury присуждается только при наличии системы интенсивного обслуживания гостей. |

## Российская система классификации
В России классификация отелей впервые была утверждена Министерством культуры в 2018 году. Каждая гостиница должна подтверждать свой статус в специализированных квалификационных организациях, аккредитованных при Министерстве культуры не реже, чем раз в три года. После проверки (по результатам которой может измениться «звёздность») отель вносят в Федеральный перечень объектов туристской индустрии, который размещён на сайте Федерального агентства по туризму.
В 2020 году вышло Постановление Правительства РФ N 1860 «Об утверждении Положения о классификации гостиниц» (последняя редакция - 08 мая 2024 года), согласно которому с 1 января 2021 года вступило в силу «Положение о классификации гостиниц» (срок его действия ограничен до 31 декабря 2026). Согласно этому положению, в классификации гостиниц участвуют Федеральная служба по аккредитации, сформированные при ней совет по классификации и комиссия по апелляциям, а также аккредитованные организации.